# NGC 5744
NGC 5744 est une galaxie spirale située dans la constellation de la Balance. Sa vitesse par rapport au fond diffus cosmologique est de 2 876 ± 16 km/s, ce qui correspond à une distance de Hubble de 42,4 ± 3,0 Mpc (∼138 millions d'al). NGC 5744 a été découverte par l'astronome américain Ormond Stone en 1885.
NGC 5744 présente une large raie HI et elle renferme des régions d'hydrogène ionisé.